# Christophe Pourcel
Pour les articles homonymes, voir Pourcel.
Christophe Pourcel, né le 16 août 1988 à Marseille, est un pilote français de motocross et de supercross.

## Biographie
Après avoir brillé dans les catégories inférieures, il débute sur le circuit mondial en 2004 en cours de saison, tout juste rétabli d'une  double fracture des poignets. Ses débuts sont vite remarqués : en effet, il réussit à se qualifier à chaque grand prix MX2, bien qu'il ne dispose que d'une 125 cm3, face aux 250 cm3 quatre-temps de la plupart de ses concurrents.En 2005 plusieurs podiums et un premier succès de manche, en République Tchèque, lui offrent ainsi une 5e place au classement final de la catégorie.
Devenu, comme son frère Sébastien pilote officiel Kawasaki, il est en 2006 le huitième français à devenir Champion du Monde de Motocross, dans la catégorie MX2. En 2007, ceux-ci ont inscrit leur nom dans l'histoire en ayant gagné chacun dans leur catégorie respective d'un GP: en Italie, Christophe gagne en MX2 et Sébastien en MX1.
En 2007, Christophe Pourcel participe de nouveau au Championnat du Monde de Motocross MX2 (125 cm3 2-temps / 250 cm3 4-temps) après avoir disputé quelques courses de Supercross aux États-Unis, où il remporte notamment une épreuve avant de se casser le tibia. Il finit à la troisième place du classement général et remporte quatre manches sur cette saison qui se termine sur une blessure lors du grand prix d'Irlande, lors des essais, touché au sacrum, partiellement paralysé du bas-ventre, ce qui compromet alors ses chances pour la suite de sa carrière. Il doit franchir plusieurs obstacles pour revenir. D'abord remarcher, puis peu à peu, la moto. 
En 2009, après une année sans course, il se voit offrir une chance aux États-Unis. Il participe, sur une 250 KX-F Kawasaki du team Pro Circuit, au championnat AMA Supercross Lites cote Est. Il remporte les deux premières épreuves, puis deux autres ce qui lui assure le titre avant la dernière des huit épreuves (qu'il remporte également).
Il gagne également le shoutout LITES de Las Vegas faces aux meilleurs pilotes de la côte Est et de la côte Ouest.
Après cette incroyable performance, Christophe Pourcel prend part au championnat AMA Motocross Lites toujours au guidon de la KX-F 250 du team Monster Energy Kawasaki Pro-Circuit.
En tête du classement provisoire à son arrivée sur l'avant dernière épreuve, il connaîtra des ennuis mécaniques lors de cette étape cruciale vers le titre et terminera second derrière Ryan Dungey au classement général, malgré un nombre de victoires supérieur.

## Résultats détaillés en carrière

### Résultats en AMA Supercross
| Année | Équipe                         | Moto             | 1   | 2   | 3   | 4   | 5   | 6   | 7   | 8   | 9   | 10  | 11  | 12  | 13  | 14  | 15  | 16  | 17  | Classement | Points |
| ----- | ------------------------------ | ---------------- | --- | --- | --- | --- | --- | --- | --- | --- | --- | --- | --- | --- | --- | --- | --- | --- | --- | ---------- | ------ |
| 2007  | Team Pro Circuit Kawasaki      | Kawasaki KX 250F | ANA | PHO | ANA | SFA | ANA | HOU | SDI | SEA |     |     |     |     |     |     |     |     |     | 16e        | 47     |
| 2007  | Team Pro Circuit Kawasaki      | Kawasaki KX 250F | 2   | 1   | 21  | -   | -   | -   | -   | -   |     |     |     |     |     |     |     |     |     | 16e        | 47     |
| 2009  | Team Pro Circuit Kawasaki      | Kawasaki KX 250F | HOU | ATL | IND | DAY | NOR | LOU | TOR | JAK | LAS |     |     |     |     |     |     |     |     | 1er        | 181    |
| 2009  | Team Pro Circuit Kawasaki      | Kawasaki KX 250F | 1   | 1   | 2   | 1   | 4   | 5   | 1   | 1   | 1   |     |     |     |     |     |     |     |     | 1er        | 181    |
| 2010  | Team Pro Circuit Kawasaki      | Kawasaki KX 250F | IND | ATL | DAY | TOR | DAL | JAK | HOU | LOU | LAS |     |     |     |     |     |     |     |     | 1er        | 160    |
| 2010  | Team Pro Circuit Kawasaki      | Kawasaki KX 250F | 1   | 1   | 1   | 3   | 7   | 1   | 1   | 20  | 3   |     |     |     |     |     |     |     |     | 1er        | 160    |
| 2016  | Team Rockstar Energy Husqvarna | Husqvarna FC450  | ANA | SDI | ANA | OAK | GLE | SDI | ARL | ATL | DAY | TOR | DET | STC | IND | LOU | FOX | RUT | LAS |            |        |
| 2016  | Team Rockstar Energy Husqvarna | Husqvarna FC450  | 18  | 13  | 12  | 14  | 13  | 17  | 8   | 9   | 8   | -   | -   | -   | 7   |     |     |     |     |            |        |

### Résultats en AMA Motocross
| Année | Équipe                                   | Moto             | 1          | 2          | 3          | 4          | 5              | 6              | 7           | 8           | 9              | 10             | 11          | 12          | 13           | 14           | 15           | 16           | 17        | 18        | 19          | 20          | 21         | 22         | 23         | 24         | Classement | Points |
| ----- | ---------------------------------------- | ---------------- | ---------- | ---------- | ---------- | ---------- | -------------- | -------------- | ----------- | ----------- | -------------- | -------------- | ----------- | ----------- | ------------ | ------------ | ------------ | ------------ | --------- | --------- | ----------- | ----------- | ---------- | ---------- | ---------- | ---------- | ---------- | ------ |
| 2009  | Team Monster Energy Pro Circuit Kawasaki | Kawasaki KX 250F | Glen Helen | Glen Helen | Hangtown   | Hangtown   | Freestone      | Freestone      | High Point  | High Point  | Thunder Valley | Thunder Valley | RedBud      | RedBud      | Spring Creek | Spring Creek | Washougal    | Washougal    | Unadilla  | Unadilla  | Budds Creek | Budds Creek | Moto-X 338 | Moto-X 338 | Steel City | Steel City | 2e         | 492    |
| 2009  | Team Monster Energy Pro Circuit Kawasaki | Kawasaki KX 250F | 1          | 7          | 1          | 3          | 1              | 4              | 1           | 1           | 1              | 6              | 8           | 1           | 2            | 2            | 8            | 1            | 1         | 1         | 1           | 3           | 27         | 11         | 1          | 1          | 2e         | 492    |
| 2010  | Team Monster Energy Pro Circuit Kawasaki | Kawasaki KX 250F | Hangtown   | Hangtown   | Freestone  | Freestone  | High Point     | High Point     | Budds Creek | Budds Creek | Thunder Valley | Thunder Valley | RedBud      | RedBud      | Spring Creek | Spring Creek | Washougal    | Washougal    | Unadilla  | Unadilla  | Moto-X 338  | Moto-X 338  | Steel City | Steel City | Pala       | Pala       | 3e         | 443    |
| 2010  | Team Monster Energy Pro Circuit Kawasaki | Kawasaki KX 250F | 1          | 3          | 1          | 5          | 4              | 1              | 1           | 6           | 1              | 1              | 1           | 5           | 1            | 10           | 2            | 2            | 38        | 1         | 7           | 3           | 2          | 2          | 31         | 37         | 3e         | 443    |
| 2011  | Team Yamaha MotoConcepts                 | Yamaha YZ 450F   | Hangtown   | Hangtown   | Freestone  | Freestone  | High Point     | High Point     | Budds Creek | Budds Creek | Thunder Valley | Thunder Valley | RedBud      | RedBud      | Spring Creek | Spring Creek | Washougal    | Washougal    | Unadilla  | Unadilla  | Moto-X 338  | Moto-X 338  | Steel City | Steel City | Pala       | Pala       | 34e        | 24     |
| 2011  | Team Yamaha MotoConcepts                 | Yamaha YZ 450F   | 7          | 11         | 34         | 37         | -              | -              | -           | -           | -              | -              | -           | -           | -            | -            | -            | -            | -         | -         | -           | -           | -          | -          | -          | -          | 34e        | 24     |
| 2014  | Team Valli Yamaha                        | Yamaha YZ 250F   | Glen Helen | Glen Helen | Hangtown   | Hangtown   | Thunder Valley | Thunder Valley | High Point  | High Point  | Tennessee      | Tennessee      | RedBud      | RedBud      | Budds Creek  | Budds Creek  | Spring Creek | Spring Creek | Washougal | Washougal | Unadilla    | Unadilla    | Indiana    | Indiana    | Utah       | Utah       | 6e         | 355    |
| 2014  | Team Valli Yamaha                        | Yamaha YZ 250F   | 7          | 5          | 8          | 3          | 11             | 3              | 6           | 3           | 3              | 4              | 39          | 11          | 6            | 3            | 3            | 6            | 2         | 15        | 1           | 2           | 9          | 2          | 33         | 38         | 6e         | 355    |
| 2015  | Team Rockstar Energy Husqvarna           | Husqvarna FC450  | Hangtown   | Hangtown   | Glen Helen | Glen Helen | Thunder Valley | Thunder Valley | Tennessee   | Tennessee   | High Point     | High Point     | Budds Creek | Budds Creek | RedBud       | RedBud       | Spring Creek | Spring Creek | Washougal | Washougal | Unadilla    | Unadilla    | Utah       | Utah       | Ironman    | Ironman    | 5e         | 323    |
| 2015  | Team Rockstar Energy Husqvarna           | Husqvarna FC450  | 5          | 12         | 9          | 10         | 11             | 7              | 38          | 14          | 3              | 5              | 2           | 3           | 10           | 4            | 9            | 8            | 3         | 5         | 23          | 3           | 9          | 9          | 4          | 7          | 5e         | 323    |

## Palmarès
- Champion de France de motocross 2001, 2002, 2003 (catégorie Cadet)
- Champion de France de motocross 2005 (125 cm3)
- Champion du monde MX2 2006 (250 cm3)
- Champion AMA Supercross Lites cote Est 2009, 2010 (250 cm3)
- Vice-champion AMA Motocross Lites 2009 (250 cm3)
- Vice-champion d'Europe de supercross (2014)